# Tommy Shardelow
Tommy Shardelow, właśc. Thomas Frederick Shardelow (ur. 11 listopada 1931 w Durbanie, zm. 3 lipca 2019 w Kapsztadzie) – południowoafrykański kolarz torowy, dwukrotny medalista olimpijski.

## Kariera
Największe sukcesy w karierze Tommy Shardelow osiągnął w 1952 roku, kiedy zdobył dwa medale podczas igrzysk olimpijskich w Helsinkach. Wspólnie z Raymondem Robinsonem zdobył srebrny medal w wyścigu tandemów, ulegając w finale ekipie Australii w składzie: Lionel Cox i Russell Mockridge. Na tych samych igrzyskach razem z Jimmym Swiftem, Bobbym Fowlerem i George’em Estmanem zdobył również srebrny medal w drużynowym wyścigu na dochodzenie. W finale drużyna ZPA przegrała z reprezentacją Włoch. Na rozgrywanych cztery lata później igrzyskach olimpijskich w Melbourne razem z Robinsonem rywalizację w wyścigu tandemów zakończył na piątej pozycji. Piąte miejsce w Melbourne wywalczył również w sprincie indywidualnym. Ponadto w 1954 roku wystartował na igrzyskach Imperium Brytyjskiego i Wspólnoty Brytyjskiej w Vancouver, gdzie zdobył brązowy medal w sprincie. Nigdy nie zdobył medalu na torowych mistrzostwach świata.